# Женска репрезентација Србије у хокеју на леду
Женска репрезентација Србије у хокеју на леду је национални тим Србије у хокеју на леду, и члан је Међународне хокејашке федерације (ИИХФ).
Своју прву међународну утакмицу Србија је одиграла на развојном турниру у Сарајеву и победила је домаћу селекцију Босне и Херцеговине са 11:0.
Прву утакмицу на светским првенствима репрезентација је одиграла 22. марта 2022. године на Светском првенству Дивизије III, група Б у Београду против Естоније. Естонија је победила са 4:0. У другом колу Србија је победила Босну и Херцеговину 5:1 и тако остварила прву победу у историји на Светском првенству. Победом против Израела 6:0, Србија је заузела 2. место на дебитантском светском првенству Дивизије III, група Б.

## Наступи на Светским првенствима
| Година | Првенство                                 | Пласман               | ИГ | П | ДП | ИЗП | ИЗ | ГД | ГП | Б |
| ------ | ----------------------------------------- | --------------------- | -- | - | -- | --- | -- | -- | -- | - |
| 2022.  | Светско првенство − Дивизија III, група Б | 2. место (35. место1) | 3  | 2 | 0  | 0   | 1  | 11 | 5  | 6 |

- 1  У загради је укупни пласман рачунајући сва светска првенства која су одржана током године

ИГ = одиграо, П = победио, ПП = Победа у продужетку, ИЗП = Пораз у продужетку, ИЗ = изгубио, ГД = голова дао, ГП = голова примио, Б = бодови

## Списак утакмица

### Легенда
| Боје |        |
| ---- | ------ |
|      | Победа |
|      | Пораз  |

- Г — Играла као гост
- Д — Играла као домаћин
- Н — Неутални терен

### 2021 — (7)
| Број | Датум      | Резултат | Противник           | Терен | Место                         | Врста             | Белешка                                       | Скор |
| ---- | ---------- | -------- | ------------------- | ----- | ----------------------------- | ----------------- | --------------------------------------------- | ---- |
| 1.   | 15.10.2021 | 11:0     | Босна и Херцеговина | Г     | Сарајево, Босна и Херцеговина | Развојна лига     | Прва међународна утакмица                     | 1:0  |
| 2.   | 16.10.2021 | 6:1      | Хрватска            | Н     | Сарајево, Босна и Херцеговина | Развојна лига     |                                               | 1:0  |
| 3.   | 12.11.2021 | 18:0     | Босна и Херцеговина | Г     | Нови Сад, Србија              | Развојна лига     | Најубедљивија победа                          | 2:0  |
| 4.   | 13.11.2021 | 6:1      | Хрватска            | Н     | Нови Сад, Србија              | Развојна лига     |                                               | 2:0  |
| 5.   | 22.3.2022  | 0:4      | Естонија            | Д     | Београд, Србија               | Светско првенство | Први меч на светском првенству, највећи пораз | 0:1  |
| 6.   | 23.3.2022  | 5:1      | Босна и Херцеговина | Д     | Београд, Србија               | Светско првенство |                                               | 3:0  |
| 7.   | 25.3.2022  | 6:0      | Израел              | Д     | Београд, Србија               | Светско првенство | Најубедљивија победа на светском првенству    | 1:0  |

## Дуели са другим репрезентацијама
Закључно са 25. мартом 2022. године.
| Противник           | Ут. | П | И | Г+ | Г- | ГР  |
| ------------------- | --- | - | - | -- | -- | --- |
| Босна и Херцеговина | 3   | 3 | 0 | 34 | 1  | +33 |
| Естонија            | 1   | 0 | 1 | 0  | 4  | -4  |
| Израел              | 1   | 1 | 0 | 6  | 0  | +6  |
| Хрватска            | 2   | 2 | 0 | 12 | 2  | +10 |